# Jean Dausset
Jean Dausset, né le 19 octobre 1916 à Toulouse et mort le 6 juin 2009 à Palma de Majorque (Baléares), est un immunologue français, prix Nobel de physiologie ou médecine en 1980. Il découvre en 1958 le complexe majeur d'histocompatibilité, qui permet aujourd'hui de connaître la compatibilité entre donneur et receveur pour une greffe d'organe.

## Biographie
Né à Toulouse le 19 octobre 1916, Jean Dausset passe les premières années de sa vie à Biarritz avant que sa famille ne s'installe à Paris. Il étudie au lycée Michelet à Vanves, où il obtient son baccalauréat, option mathématiques. Il commence des études de médecine avec Gabriel Richet et Marcel Bessis qu’il doit suspendre en 1939 car il est mobilisé. En 1940, il prépare l'internat des hôpitaux de Paris. Aussitôt son internat en poche, en 1941, il part comme médecin ambulancier en Afrique du Nord sous l'administration du Régime de Vichy et participe à la fin de la Guerre avec l'Armée française de la Libération,.
Une fois la guerre terminée, il effectue, aux côtés de Marcel Bessis, ses premières recherches sur la transfusion sanguine. Après un passage à Boston et dans un centre régional de transfusion sanguine, il est nommé assistant, puis professeur d'hématologie à la Faculté de médecine de Paris en 1963. Il fait pendant de longues années des recherches en immunologie afin de montrer le lien entre l'histocompatibilité et le taux de rejet des greffes. Il découvre en 1958 le complexe majeur d'histocompatibilité ou CMH.
À la suite de la victoire du Front républicain en 1956, il passe trois ans au cabinet du ministre de l'Éducation René Billères (gouvernement Mollet) pour s'occuper de la réforme de l'enseignement médical et des hôpitaux, qui sera plus tard mise en œuvre par Robert et Michel Debré.
Il est professeur à l'université Paris-VII (actuellement Paris-Diderot) de sa création à 1977. Appelé à la chaire de médecine expérimentale au Collège de France en 1978, il continue à mener ses expériences dans son laboratoire de l'hôpital Saint-Louis. En 1980, il reçoit le prix Nobel de physiologie avec Baruj Benacerraf et George Snell pour « leurs découvertes concernant les structures génétiquement déterminées à la surface des cellules qui régulent les réactions immunologiques ». Dans les années 1990, il préside le Conseil culturel du Musée des langues du monde sous la coordination de Marcel Locquin.
Il fut président-fondateur de l'association France Transplant, mais également président fondateur de l'Académie de l'eau.
Jean Dausset a créé une fondation, le Centre d'étude du polymorphisme humain (CEPH), qui travaille intensivement au décryptage du génome humain.

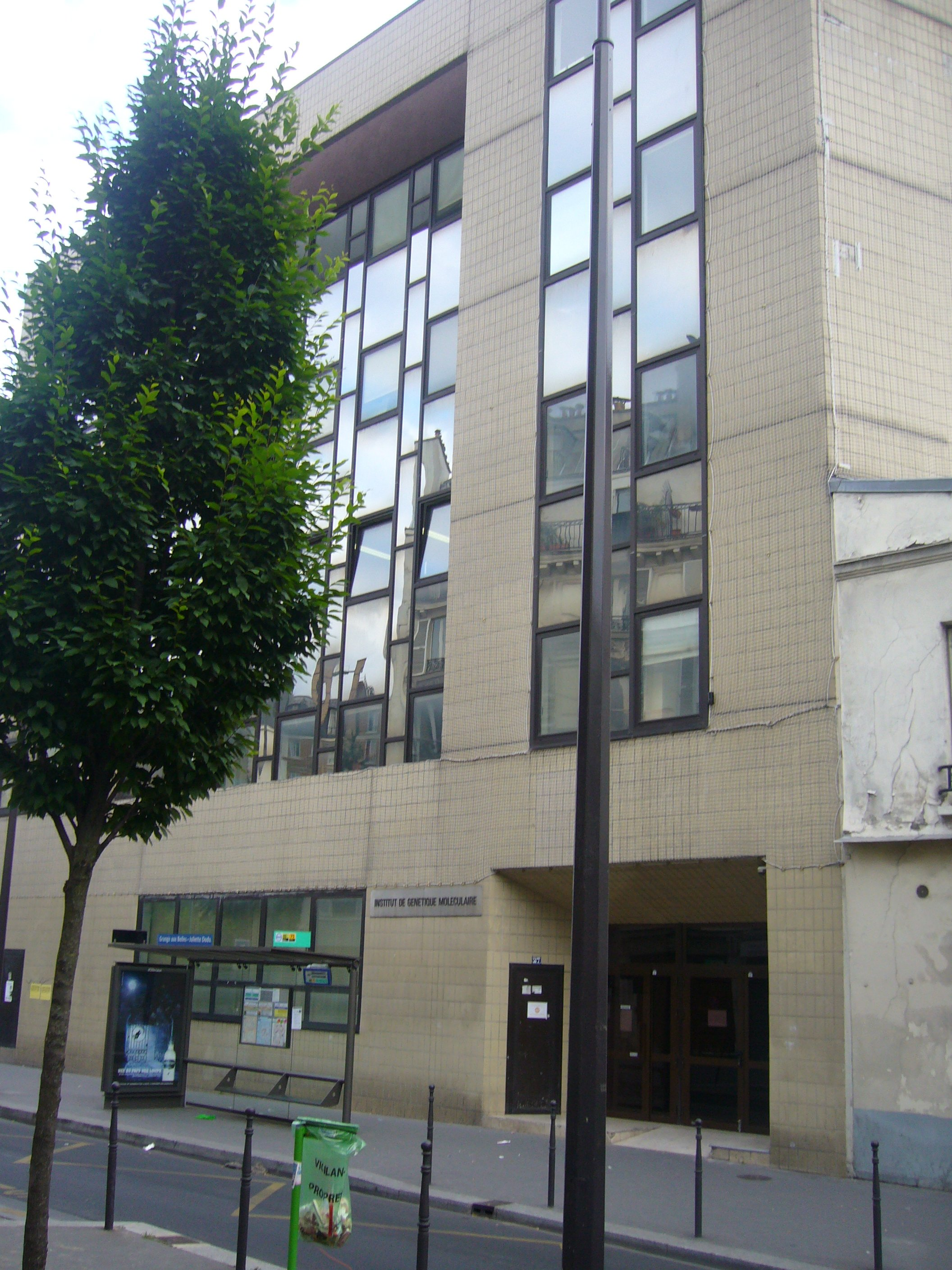
Le CEPH.

Il meurt le 6 juin 2009 à Palma de Majorque, aux Baléares, où il résidait depuis deux ans,.

## Œuvres de Jean Dausset
- Clin d'œil à la vie : la grande aventure HLA, Paris, éditions Odile Jacob, 1998
- Wols évoqué, in Wols - Aphorismes, éditions Le Nyctalope, Amiens, 1989

## Décoration
- Grand-croix de la Légion d'honneur

## Distinctions
- Prix Nobel de physiologie ou médecine en 1980 avec Baruj Benacerraf et George Snell pour leurs travaux sur les structures de surface cellulaire qui conditionnent l'immunologie
- Prix Gairdner en 1977
- Membre titulaire de l'Académie nationale des sciences américaine
- Élu membre de l'Académie des sciences en 1977
- Élu mainteneur de l'Académie des Jeux floraux en 1982
- La bibliothèque universitaire de santé-médecine de l'université Paris-XIII, inaugurée en 2009 sur le campus de Bobigny, porte son nom.